# Liste der Monuments historiques in Val-Couesnon
Die Liste der Monuments historiques in Val-Couesnon führt die Monuments historiques in der französischen Gemeinde Val-Couesnon auf.

## Liste der Bauwerke

### Antrain
| Bezeichnung              | Beschreibung         | Standort | Kennzeichnung | Schutzstatus | Datum | Bild           |
| ------------------------ | -------------------- | -------- | ------------- | ------------ | ----- | -------------- |
| Château de Bonnefontaine | Schloss, erbaut 1547 | (Lage)   | PA00090496    | Inscrit      | 1943  | weitere Bilder |

### Saint-Ouen-la-Rouërie
| Bezeichnung | Beschreibung   | Standort | Kennzeichnung | Schutzstatus | Datum | Bild |
| ----------- | -------------- | -------- | ------------- | ------------ | ----- | ---- |
| Schloss     | Erbaut ab 1624 | (Lage)   | PA35000002    | Inscrit      | 1996  |      |

### Tremblay
| Bezeichnung      | Beschreibung              | Standort | Kennzeichnung | Schutzstatus | Datum | Bild           |
| ---------------- | ------------------------- | -------- | ------------- | ------------ | ----- | -------------- |
| Kirche St-Martin | Erbaut im 11. Jahrhundert | (Lage)   | PA00090890    | Inscrit      | 1926  | weitere Bilder |

## Liste der Objekte
| Bezeichnung | Beschreibung                                                   | Standort                                               | Kennzeichnung | Schutzstatus | Datum | Bild |
| ----------- | -------------------------------------------------------------- | ------------------------------------------------------ | ------------- | ------------ | ----- | ---- |
| Hauptaltar  | Holz, bemalt und vergoldet; zweite Hälfte des 18. Jahrhunderts | in der Kirche St-Martin von Tremblay (Lage)            | PM35000010    | Classé       | 1948  |      |
| Taufbecken  | Granit, 16. Jahrhundert                                        | in der Kirche St-Ouen von Saint-Ouen-la-Rouërie (Lage) | PM35002287    | Inscrit      | 1989  |      |